# Dacetinops wilsoni
Dacetinops wilsoni är en myrart som beskrevs av Taylor 1985. Dacetinops wilsoni ingår i släktet Dacetinops och familjen myror. Inga underarter finns listade i Catalogue of Life.

## Bildgalleri

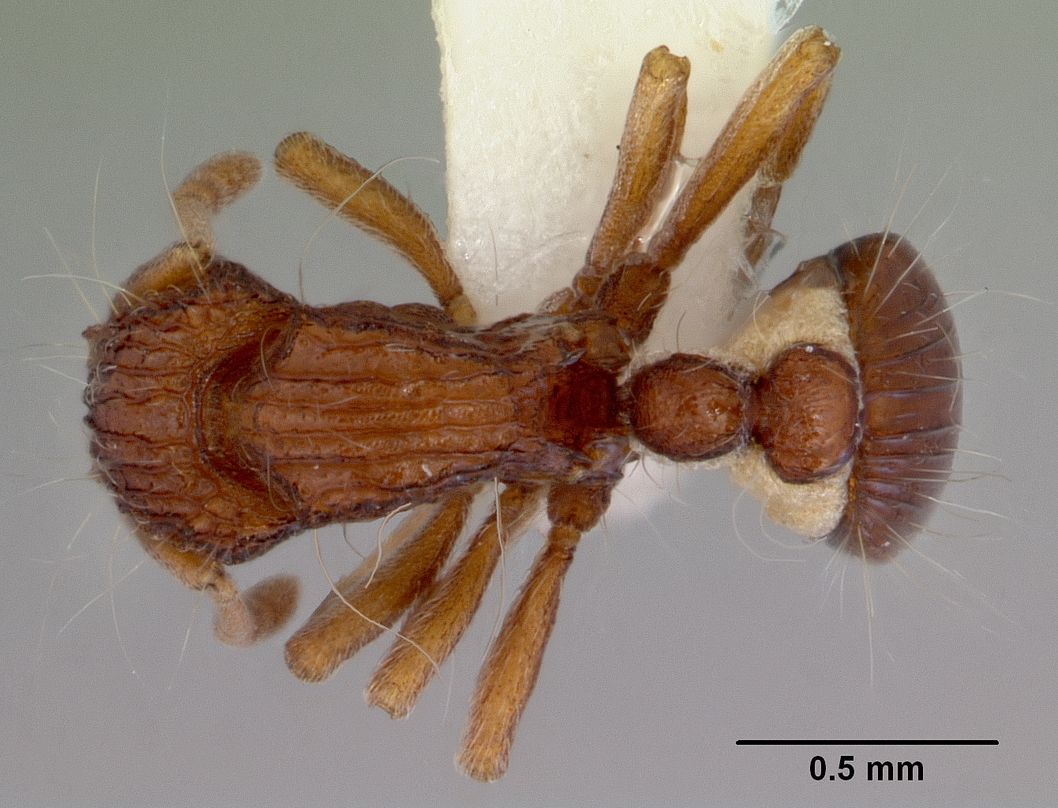
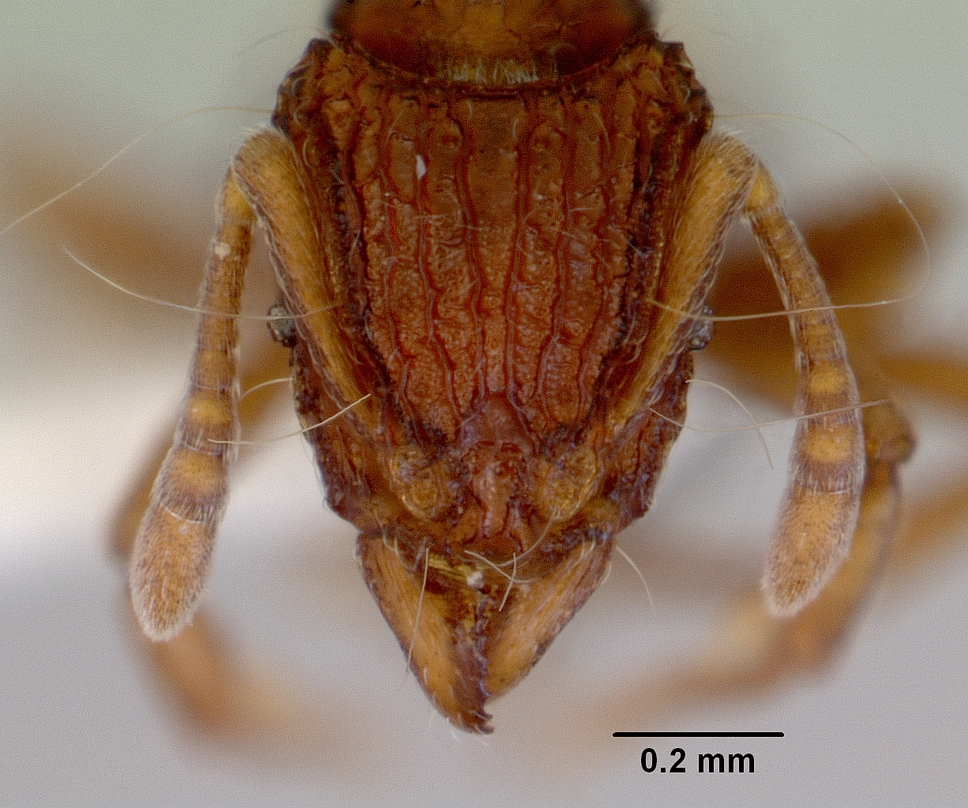
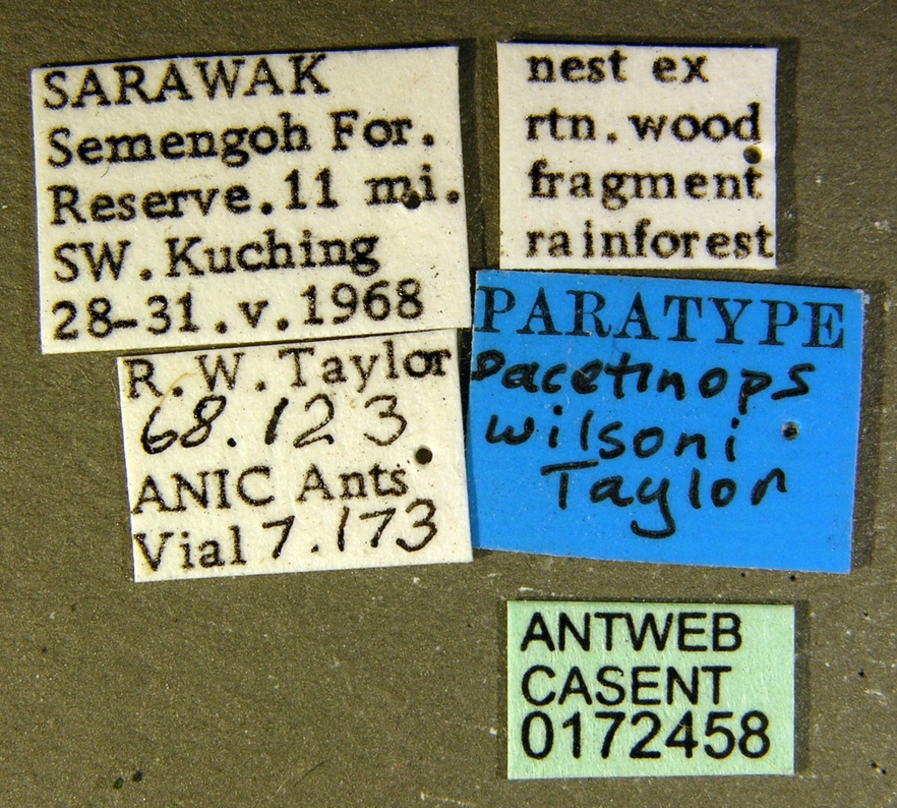
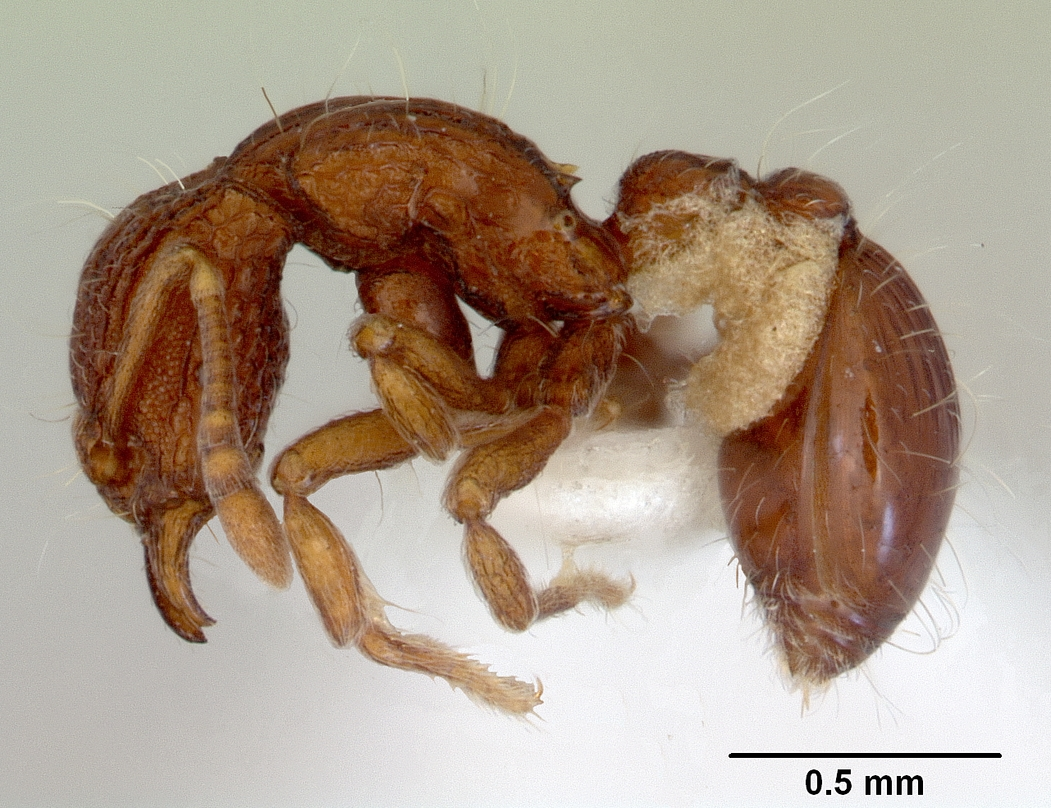